# Constantino Mohor
Constantino Segundo Mohor Sanhueza (* 17. September 1934 in Los Sauces; † 30. Dezember 2018 in Maipú) war ein chilenischer Fußballspieler und -trainer. Der Mittelfeldspieler absolvierte ein Länderspiel für Chiles Nationalmannschaft und wurde auf Vereinsebene chilenischer Meister 1955.

## Karriere

### Verein
Constantino Mohor schloss sich 1954 nach einem Probetraining dem CD Palestino an. 1955 kam er ins Profiteam und war beim Gewinn der Meisterschaft 1955 überwiegend für die Reservemannschaft im Einsatz, die ebenfalls den Titel gewann. Im August 1960 erzielte er ein Freistoßtor, indem er Schiedsrichter Carlos Robles traf und der Ball dann ins Tor von Raúl Coloma fiel. Bei den Arabes blieb er bis 1961 und wechselte im Oktober zum CSD Colo-Colo, wo er ein Freundschaftsspiel gegen den FC Santos mit Pelé bestritt, jedoch nicht in der Liga eingesetzt wurde.
1962 wechselte Mohor zum CD Santiago Morning. Auf dem Rückweg des Auswärtsspiels im Januar 1963 bei Deportes La Serena fuhren vier Spieler des Klubs separat von der Mannschaft zurück in die Hauptstadt. Das Taxi der vier Spieler hatte einen Unfall mit einem Lastwagen, bei dem Jorge Fuenzalida starb und die anderen Insassen verletzt wurden.
1964 wechselte Mohor nach Spanien und trainierte bei Atlético Madrid und Real Betis Sevilla, allerdings hatte die Liga bereits begonnen und es durften keine Spieler nachgemeldet werden. So spielte er für die Zweitligisten Calvo Sotelo und CE l’Hospitalet. 1966 kehrte er nach Chile zurück und spielte für Unión La Calera. 1968 beendete der Mittelfeldspieler seine Karriere bei Deportes Concepción.
Nach seiner Zeit als aktiver Spieler war er als Trainer und im Sportministerium tätig.

### Nationalmannschaft
Constantino Mohor absolvierte unter Fernando Riera im Juni 1960 sein einziges Länderspiel für Nationalmannschaft Chiles. Beim 2:2-Unentschieden im Freundschaftsspiel gegen Uruguay wurde der Mittelfeldspieler für Braulio Musso eingewechselt.

## Erfolge
Palestino
- Primera División: 1955

Deportes Concepción
- Segdunda División: 1967